# Еврейские беженцы в СССР
Еврейские беженцы от нацизма в СССР — евреи, которые были вынуждены покинуть место жительства в связи с преследованиями со стороны нацистов, их союзников и коллаборационистов в период с сентября 1939 и спасаться сначала на западной территории СССР от преследований в оккупированной Польше, а после нападения Германии на СССР 22 июня 1941 года — в восточных районах СССР.
По современным подсчётам, беженцами стали около 2 млн евреев из более чем 5 млн находившихся на территории СССР к началу войны с Германией. 15–20 % этих беженцев умерли от голода и болезней.

## Антисемитизм нацистов и преследования до начала войны
Антисемитизм был одним из ключевых элементов нацистской идеологии и политики. Придя к власти, Национал-социалистическая немецкая рабочая партия начала с дискриминации и преследования евреев в Германии, после аншлюса — в Австрии, после раздела Чехословакии — в Богемии и Моравии. К началу Второй мировой войны из этих стран бежали более 400 тысяч евреев.

## Евреи в СССР накануне войны
Накануне Второй мировой войны в СССР проживали 3 028 538 евреев, в том числе 1 532 776 — на Украине. Доля евреев в населении СССР составляла 1,8 %. Согласно переписи 1939 года, две трети еврейского населения проживали на территории бывшей «черты оседлости» в западных районах СССР. В Москве и Ленинграде проживали соответственно 250 и 201 тыс. евреев. Некоторые исследователи считают эти цифры заниженными из-за того, что как власти, так и сами евреи (часто в стремлении к ассимиляции) в документах указывали евреев как представителей коренной национальности.
К моменту нападения Германии на СССР в июне 1941 года с учётом присоединённых в период 1939—1940 территорий в СССР жили 5,23 млн евреев. На территории, которая была оккупирована нацистами в годы войны, к 1941 году проживали примерно 4,141 млн евреев, в том числе на Украине 2,532 млн, в Белоруссии 925 тысяч, там же 200 тысяч беженцев из оккупированной Польши, 250 тысяч в прибалтийских республиках и 234 тысячи в той части РСФСР, которая подверглась оккупации.

## Еврейские беженцы из Польши
С началом вторжения германской армии в Польшу 1 сентября 1939 года поток еврейских беженцев из этой страны устремился на восток. Вначале СССР не препятствовал польским евреям, однако затем закрыл границы и бегущих евреев высылал обратно на территорию, занятую немцами. 17 декабря 1939 года заместитель наркома иностранных дел СССР Владимир Потёмкин во время официальной встречи с послом Германии в СССР Вернером фон Шуленбургом высказал свое возмущение многочисленными случаями насильственной переброски германскими военными еврейских беженцев:

Я пригласил Шуленбурга, чтобы сообщить ему о ряде случаев насильственной переброски через границу на советскую территорию значительных групп еврейского населения… Я отметил, что при попытке обратно перебросить этих людей на германскую территорию германские пограничники открывают огонь, в результате чего десятки людей оказываются убитыми. Эта практика не прекращается и приобретает всё более широкий характер, я прошу посла связаться с Берлином.

Огонь по беженцам, по свидетельствам очевидцев, открывали также советские пограничники. Историк Геннадий Костырченко писал:

Немцы не задерживали беглецов, но дубинками и прикладами давали им на дорогу последний показательный урок своей философии «расового мифа»; по ту сторону демаркационной линии в длинных тулупах, будённовских остроконечных шлемах и со штыками наголо стояли стражники «классового мифа», приветствуя скитальцев, бегущих на землю обетованную, спущенными с поводка овчарками или огнём ручных пулемётов.
После раздела Польши между СССР и Германией в сентябре-декабре 1939 года СССР проводил политику по переселению русских, белорусов и украинцев из оккупированной Германией польской территории на территорию СССР. В Германию из СССР, соответственно, переправлялись лица немецкого происхождения. Одновременно с этим Германия проводила политику насильственного переселения на территорию СССР беженцев еврейской национальности. С января по июнь 1940 года руководство СССР пыталось ослабить социально-экономическую напряжённость в западных областях УССР и БССР путём эвакуации за пределы страны беженцев из бывшего Польского государства. Основную их массу составляли лица еврейской и польской национальности. Значительная часть их, не имея средств к существованию, а также по причине боязни представителей польской национальности репрессий со стороны советских властей, стремилась покинуть территорию СССР. Однако немецкие власти ограничили количество подлежащих эвакуации лицами, до сентября 1939 года постоянно проживавшими в западных и центральных регионах Польши, а кроме того категорически отказывались принимать беженцев-евреев. Несмотря на это, часть еврейских беженцев сумела перебраться на территорию, контролируемую Германией.
Как следствие этих процессов, на территории западных областей СССР в 1940 году остались тысячи еврейских беженцев из центральной и западной части Польши. Евреи, украинцы и белорусы, которые 2 ноября 1939 года проживали в Восточной Польше, были признаны советскими гражданами по Указу Президиума Верховного Совета СССР от 29 ноября 1939 года. Прибывшие на советскую территорию после 2 ноября 1939 года пользовались некоторыми правами польских граждан, в частности были освобождены от призыва в Красную армию. При этом евреи получили некоторые права советских граждан, в частности разрешение на работу, обеспечение продпайком, право на медобслуживание и учёбу. В одной только Белоруссии на декабрь 1939 года их было 120 тысяч человек. Численность еврейских беженцев из Польши в СССР оценивается историками в количестве до 300 тысяч  и даже до 400 тысяч человек. В основном беженцы сосредоточились в крупных городах вдоль новой границы.
В феврале 1940 года после окончательной демаркации и перекрытия новой советско-германской границы СССР ответил отказом на предложение Германии переселить немецких и австрийских евреев в Биробиджан и Западную Украину.
С конца июня 1940 года после присоединения Литвы, Латвии, Эстонии, Бессарабии и Северной Буковины к СССР начались масштабные депортации вглубь страны в статусе спецпереселенцев «социально-опасных элементов» и беженцев, среди которых было 82-84 % евреев. Историки Геннадий Костырченко и Альберт Каганович пишут, что в целом в период с нападения Германии на Польшу и до нападения на СССР было депортировано около 100 тысяч еврейских беженцев, в основном на северные лесозаготовки. По расчётам Марка Эделе и Ванды Варлик, из бывших польских евреев около 68 000-71 000 были депортированы до 22 июня 1941 года, а ещё 23 600 арестованы. Илья Альтман писал, что по заниженным советским официальным данным число депортированных евреев, бывших граждан Польши, составило 120 тысяч человек.
После подписания 30 июля 1941 года соглашения между СССР и польским правительством в эмиграции большинство депортированных граждан Польши были освобождены в связи с объявленной 12 августа 1941 года амнистией. Почти все освобождённые беженцы отправились в республики Центральной Азии, в основном в такие города, как Ташкент, Самарканд, Бухара и другие. Многие оставались в этих районах до конца войны. Часть бывших депортированных евреев смогла вступить в польскую армию Андерса, чтобы принять участие в борьбе с нацизмом. В первых сформированных на территории СССР частях этой армии евреев было от 40 до 60 %.
Осенью и зимой 1939 года приблизительно 15 тыс. польских евреев бежали из Польши в Литву и нашли временное пристанище в Вильнюсе. В конце 1940 — начале 1941 года когда Литва уже была аннексирована Советским Союзом 2100 евреям из этой группы беженцев удалось уехать на Дальний Восток — до Шанхая и Японии.
18 февраля 1943 года группа польских евреев (369 взрослых и 861 ребёнок, из них 719 сирот и 142 ребёнка с одним или обоими родителями) прибыла в Палестину после почти 4-летних мучительных скитаний, включая бегство из Польши в СССР, эвакуацию в Самарканд, переправку в Кисловодск, а оттуда в Иран, детский дом в Иране с августа 1942 года и переезд в Палестину через Индию, Суэц и Синай.

## Нападение Германии на СССР и эвакуация евреев
СССР был единственной страной на континенте, которую Германия после нападения не смогла оккупировать полностью. Огромная территория, на которой можно было спастись и сама техническая возможность перемещения в глубокий тыл дали большому количеству людей шанс на спасение. Эвакуация гражданского населения на случай войны в СССР почти не планировалась, поскольку предполагалось что война будет вестись на территории противника. Эвакуацию пришлось проводить в крайней спешке и неразберихе, вызванной потерей управления и бомбежками на фоне быстрого продвижения немецких войск. При этом в части эвакуации населения приоритеты отдавались чиновникам высшего и среднего звена вместе с их семьями, далее шли работники оборонной промышленности, затем работники сельского хозяйства и далее по мере возможности все остальные. Несмотря на декларацию политики «выжженной земли», согласно которой врагу следовало не оставить никаких ресурсов, включая человеческие, эвакуацию всего гражданского населения никто не планировал и не осуществлял, поскольку это было невозможно организовать даже в наилучших условиях. При этом достаточно часто приказы на эвакуацию включали детей и пожилых людей.
После нападения Германии на СССР и оккупации западной части страны проживавшие на оккупированной территории СССР евреи оказались жертвами нацистских преследований. Некоторая часть из них успела эвакуироваться на восток и юг страны. Из находившихся на оккупированной нацистами территории в советский тыл были эвакуированы и бежали самостоятельно по разным оценкам из исследований XX века 1—1,5 млн человек. Историки Альберт Каганович и Вадим Дубсон в новейших исследованиях, опубликованных в 2022—2023 годах, считают, что общее число еврейских беженцев в СССР составило от 1,9 до более 2 млн человек. При этом из присоединённых к СССР после 1939 года западных территорий, где проживало более 2 млн евреев, сумели эвакуироваться по разным данным от 100 до 240 тысяч. Не успели бежать и оказались на оккупированных советских территориях по оценке Института «Яд ва-Шем» примерно 2,7 млн евреев.
Каганович делит всех евреев, которые тем или иным путём оказались в восточных областях, на три группы:
1. советские граждане до 1939 года;
2. новые советские граждане с территорий, аннексированных в 1939—1940 годах;
3. иностранцы, бежавшие на советскую территорию с сентября 1940 года, в основном из оккупированных Германией районов Польши.

Он считает, что есть основания применять термин «беженцы» ко всем группам, включая эвакуированных и депортированных, поскольку даже эвакуированные в тыл советскими властями получали в пути самую минимальную помощь и плохую заботу местных властей в местах расселения. При этом историк Мордехай Альтшулер проводит разделение между эвакуацией, как организованным процессом и бегством, как стихийным переселением.

### Организация эвакуации
Исследователь Соломон Шварц, автор вышедшей в 1966 году в Нью-Йорке книги «Евреи в Советском Союзе с начала Второй мировой войны», утверждал, что в СССР ничего не было сделано для своевременной эвакуации и спасения евреев от нацистов. Однако историк Мария Потёмкина считает, что этот тезис искажает действительность. По данным Центрального статистического управления СССР, из учтённого по спискам на 15 сентября 1941 года населения, подлежащего эвакуации (кроме детей из эвакуированных детских учреждений), доля евреев составляла 24,8 % (второе место после русских — 52,9 %). Таким образом, процент эвакуированных от общей численности еврейского населения, проживавшего в западных областях СССР, был выше, чем у представителей других народов, кроме русского. Историк Дов Левин утверждал, что решение об эвакуации вообще не сказалось на судьбе евреев территорий, присоединённых к СССР в 1939 году, поскольку было принято, когда большая часть этих территорий уже была захвачена немцами. В свою очередь, Альберт Каганович пишет, что ряд постсоветских авторов, включая Георгия Куманёва и Марию Потёмкину, придерживаются патриотического принципа «не выносить сор из избы» и целенаправленно пропагандируют приукрашенную концепцию «успешной абсорбции» беженцев. Эта позиция опирается на созданный в рамках советской пропаганды миф о самоотверженной помощи эвакуированному населению в тылу.
Отмечая факт сравнительно высокого количества эвакуированных евреев, исследователи указывают на то, что эвакуация проводилась в районах бывшей «черты оседлости», где евреев изначально было больше, чем в других районах страны. Дов Левин предполагает, что тот факт, что многие евреи состояли в компартии, а эвакуация партийного и комсомольского актива считалась одним из приоритетов для советского правительства (так, из оккупированной в течение всего трёх дней Литовской ССР удалось вывезти 55,2 % всех членов местной компартии — 2553 человека), влиял на повышение процента евреев среди эвакуированных по сравнению с процентом в популяции. Обобщая ситуацию, Левин резюмирует, что «принятый в просоветских кругах взгляд, согласно которому советское правительство в годы Второй мировой войны организованно спасало своих еврейских граждан, не имеет под собой никаких оснований».
На процесс эвакуации оказали существенное влияние следующие обстоятельства. Общеизвестная советская военная доктрина провозглашала, что в случае нападения любой враг будет отброшен и далее война будет вестись на его территории. Поэтому многие не торопились уехать, а те, что уезжали, не брали с собой тёплую одежду и обувь в надежде на быстрое окончание войны. Информация о жестоком обращении немцев с евреями в ранее захваченных странах не была доступна советскому населению, а информации о том, что с советскими евреями они обращаются ещё хуже, стала поступать лишь через несколько недель после нападения. Более-менее заметное число публикаций об этом в советской печати появилось к концу августа, но Молдавия, Белоруссия, Прибалтика и часть Украины были уже захвачены немцами. Пожилые люди менее других были склонны к эвакуации, опасаясь трудностей, многие были больны. Если сыновья и зятья были призваны в армию, то с пожилыми оставались невестки и дочери с детьми.
Как эвакуированные по приказу правительства, так и бежавшие по собственной инициативе могли пользоваться услугами 128 эвакопунктов, 100 станций помощи беженцам и сотен пунктов выдачи кипятка, распределённых по путям следования из приграничных регионов на восток вплоть до Уральских гор. Известны, однако, и попытки насильственного препятствования эвакуации населения, особенно в условиях быстрого продвижения немецких войск и нарастания управленческого хаоса. Тысячи беженцев были задержаны на старой советско-польской, советско-латвийской и т. д. границах, и советские солдаты угрожали им расстрелом, если они попытаются добраться во внутренние районы СССР. В других местах (например, в Бессарабии) власти и военные оказывали содействие евреям, которые как организованно, так и стихийно уходили на восток. Белорусские власти 23 июня 1941 года приняли решение эвакуировать из Минска детей. При этом в целях «пресечения панических настроений» было решено препятствовать беженцам в доступе с железнодорожной станции в Минске и не допускать использования автотранспорта «для личной эвакуации». При этом само республиканское руководство бежало из Минска уже вечером 24 июня. Аналогичная ситуация с беженцами была на Украине. Из-за растерянности центральных и местных властей и неправильной оценки военного положения, препятствия беженцам в эвакуации на восток затянулись до середины, а в некоторых местах до конца июля 1941 года.
Многие беженцы погибли в ходе эвакуации на дорогах, на вокзалах и других местах от налетов немецкой авиации.

### Проблемы с транспортировкой
Существовали проблемы и с транспортировкой и расселением беженцев уже после выезда из западных районов СССР. Власти планировали только в первой декаде июля 1941 года отправить из Белоруссии 150 тысяч беженцев в Тамбовскую и Пензенскую области, 350 тысяч беженцев из Украины в Сталинградскую и Саратовскую области, а из Молдавии в Казахстан ещё 350 тысяч беженцев. Средняя Азия в качестве пункта назначения даже не планировалась. На практике основной поток беженцев шёл через Казахстан.
Многим приходилось дожидаться поездов в течение нескольких дней или даже недель (в начале декабря 1941 года на 5-6 узловых станциях Казахстана находились 40-45 тысяч человек, в том числе в Джамбуле — 12-15 тысяч); высока была смертность в пути (в феврале 1942 года при переезде из Ленинграда в Сталинск Новосибирской области умерло 26 из 240 студентов ремесленного училища). Известны случаи принудительной депортации беженцев: так, 25 ноября — 5 декабря 1941 года из Узбекистана в казахские колхозы депортировано 36 500 беженцев из числа бывших польских граждан, а 8 декабря 1941 года скопившихся на железнодорожных станциях Казахстана 21 500 беженцев отправили в колхозы юга Киргизии. При этом судьбы беженцев и официально эвакуируемых мало чем отличались. Условия транспортировки беженцев на восток были часто даже хуже, чем условия депортаций 1941 и 1943—1944 годов.

## Евреи в тылу
Несмотря на то, что подавляющее большинство еврейских беженцев не имели опыта тяжёлых сельскохозяйственных работ, расселённые в колхозы люди получали продовольствие только при условии работы в них. Обеспечение жильём зачастую производилось путём принудительного подселения к местным жителям. Случались эпидемии малярии, брюшного и сыпного тифа, дизентерии, кори, скарлатины. Вопреки усилиям центральных властей, беженцы часто сталкивались с бытовым антисемитизмом среди населения и местных партийных органов. Около 15-20 % беженцев умерли в тылу от голода и болезней.
Вопреки утверждениям советской историографии большая часть вывезенных на восток предприятий (за исключением небольшого числа военных заводов) не были развёрнуты и запущены на новом месте или этот процесс был крайне медленным. Поэтому многие эвакуируемые в части возможности работы на новом месте оказались в том же положении, что и беженцы.
Отношение властей на местах к проблеме беженцев во многом зависело от ступени власти — чем ниже была занимаемая должность, тем меньшее внимание чиновники уделяли этой проблеме. Существенная часть таких чиновников открыто и демонстративно притесняла беженцев. Дискриминация доходила до того, что на детском празднике в честь Нового 1942 года, устроенном Сундырским райкомом партии, только дети беженцев не получили подарков. Колхозы отказывались продавать молоко беженцам. Например в Чкаловской области председатель колхоза отказался продать молоко беженке для её больного ребёнка, аргументируя тем, что оно нужно свиньям. Аналогичные случаи зафиксированы в Чувашии. Отношение к семьям военнослужащих почти не отличалось от отношения к прочим беженцам. Было много случаев, когда заведующие райсобесами присваивали денежные пособия, которые фронтовики переводили своим семьям

### Жилищная проблема
Свободного жилья в восточных районах было катастрофически мало. В результате жилищная проблема стала одной из самых острых. Формально власти имели право по законам военного времени принудительно вселять беженцев к местным жителям и должны были следить за тем, что их не ущемляли и не превышали установленных норм арендной платы. На практике всё это повсеместно не соблюдалось. В некоторых районах на одного беженца приходилось около одного метра жилой площади. В ряде областей и республик беженцев селили в сараи, подвалы, бараки и даже землянки. Доходило до того, что централизованные средства, выделенные на обеспечение жильём именно беженцев, изымались и в построенное за их счёт жилье власти вселяли местных. В таких условиях среди беженцев начались массовые заболевания тифом и туберкулёзом. Все беженцы, как в городах, так и в сельской местности, страдали от холода. Крайне не хватало топлива, тёплой одежды и обуви.

### Отношение населения
Резкая разница в культуре беженцев и местного населения отразилась на отношении к беженцам. Так, исследование, проведенное в Воткинске зимой 1941—1942 годов показало, что около 60 % семей эвакуированных размещённых в частных домах, находятся в недружественных отношениях с местным населением. В советской печати при этом публиковались агитационные материалы, игнорировавшие межнациональное напряжение в тылу, что повлияло и на многих в том числе постсоветских исследователей этой тематики.
Как писал историк Геннадий Костырченко, на фоне общей неустроенности, разрухи, тягот и лишений резко обострился бытовой антисемитизм. Это проявилось в том числе в губоком тылу, где встречались потоки эвакуированных еврейских беженцев и отправлявшихся в тыл раненых фронтовиков и военных инвалидов. Враждебность к польским евреям определялась их «чужеродностью» (внешним отличием, плохим знанием русского языка, непривычными манерами). К «русским» евреям плохо относились потому, что они будучи часто из относительно состоятельных классов советского общества, не скупились при покупке товаров и продуктов и это взвинчивало цены на рынках.

## Возвращение из эвакуации
По мере освобождения оккупированных территорий многие беженцы хотели вернуться домой. Однако возможностей организовать быстрое массовое возвращение у властей не было. Кроме того, были опасения за работу предприятий в тылу. Поэтому повсеместно запрещали возвращаться рабочим и служащим заводов, особенно входящих в наркомат вооружений.
В целом возвращение проходило намного более организованно, чем эвакуация. Ограничения на перевозки пассажиров внутри страны были отменены 1 июля 1946 года. Спецпропуска для возвращения беженцев остались только для пограничных районов.
Проще и легче всего была организована реэвакуация в Литву, Латвию и Эстонию. Властям для продолжения прерванной войной советизации нужны были кадры со знанием местных языков. Всех беженцев из Карело-Финской АССР, кто не работал на заводах, отправили назад организованно согласно постановлению Совнаркома СССР от 22 марта 1945 года. Намного сложнее было вернуться в Москву поскольку это было запрещено ещё с 21 сентября 1941 года — людям просто не продавали билеты в Москву без специального разрешения.

### Возврат жилья и имущества
Несмотря на Указ Совнаркома от 5 августа 1941 года о том, что жилье закрепляется за всеми эвакуированными, 16 февраля 1942 года вышло Постановление ВС СССР о том, что жилье эвакуированных временно поступает в распоряжение местных властей для раздачи нуждающимся. А в Москве вообще изымали квартиру, если проживавший в ней 3 месяца не вносил квартплату. Таким образом, многие возвращающиеся столкнулись с тем, что их квартиры заняты. Решение вопроса о возврате жилья было сложным и конфликтным — даже в том случае, если оно не было изъято или разрушено. В начале осени 1945 года белорусское руководство разослало письма в администрации восточных районов с просьбой задержать реэвакуацию, в связи с обострением проблемы жилья.